# ناپلئون چاگنون
ناپلئون چاگنون (انگلیسی: Napoleon Chagnon; ۲۷ اوت ۱۹۳۸ – ۲۱ سپتامبر ۲۰۱۹) دانشمند در زمینه انسان‌شناسی فرهنگی اهل ایالات متحده آمریکا بود.